# Rohdea tonkinensis
Rohdea tonkinensis är en sparrisväxtart som först beskrevs av Henri Ernest Baillon, och fick sitt nu gällande namn av Noriyuki Tanaka. Rohdea tonkinensis ingår i släktet Rohdea och familjen sparrisväxter.
Artens utbredningsområde är Vietnam. Inga underarter finns listade i Catalogue of Life.